# الشرقي الأعلى (مدينة حجة)

تعديل مصدري - تعديل

الشرقي الأعلى هي إحدى قرى عزلة عبس بمديرية مدينة حجة التابعة لمحافظة حجة، بلغ تعداد سكانها 229 نسمة حسب تعداد اليمن لعام 2004.